# Tanja Doky
Tanja Elise Kjærsgaard Doky (født Kjærsgaard 1. september 1972 i Danmark) var privatsekretær og hofdame for HKH Kronprinsesse Mary fra 2007 til 2015.
I 2013 blev hun optaget i Kraks Blå Bog.

## Dekorationer
- Ridder af Dannebrogordenen (5. februar 2010)
- Erindringsmedaillen i anledning af Hendes Majestæt Dronningens 40 års regeringsjubilæum
- Erindringsmedaillen i anledning af Hendes Majestæt Dronningens 70 års fødselsdag
- Erindringsmedaillen i anledning af Hans Kongelige Højhed Prinsgemalens 75 års fødselsdag